# Lauren Étamé Mayer
Laureano Bisan Etame-Mayer, més conegut com a Lauren (Londi Kribi, 19 de gener de 1977), és un futbolista camerunés. És fill de pares equatoguineans.

## Trajectòria
Sent un infant, la seua família es va traslladar a Andalusia, on va iniciar la seua carrera, primer al modest Utrera i després al filial del Sevilla FC. El 1997 marxa al Llevant UE i a l'any següent, hi debuta a primera divisió a les files del RCD Mallorca. Va sobresortir al club illenc, amb el qual va ser titular durant dues temporades.
Les seues bones actuacions al Mallorca li obrin les portes de l'Arsenal FC, que el fitxa a l'estiu del 2000 per 7,2 milions de lliures. El seu primer any com a gunner està afectat per les lesions i la irregularitat, però a les postres es faria un lloc a l'onze titular, tot substituint el veterà Lee Dixon. La temporada 02/03 sofriria una altra lesió, que el faria perdre's part de la temporada.
Va ser una peça important durant la temporada 03/04, en la qual els londinencs van guanyar la Premier League. Eixe any va ser sancionat amb 4 partits i 40.000 lliures per un enfrontament amb Ruud van Nistelrooy, jugador del Manchester United FC.
El gener del 2006 sofreix una nova lesió, que el va mantindre fora dels terrenys de joc gairebé un any sencer. Retornaria el 19 de desembre, en partit de quarts de final de la Copa de la Lliga davant el Liverpool FC. Eixe encontre es va suspendre per la boira, i el camerunès ja no va tornar a jugar amb l'Arsenal. El gener del 2007 marxa al Portsmouth FC, on va romandre fins a l'estiu del 2009.

## Selecció
A la temporada 97/98, mentre milita al Llevant UE, l'exporter camerunès Thomas N'Kono va proposar la seua seleccionabilitat per Camerun. Debuta el maig de 1998, sent inclòs a la llista dels lleons indomables de cara al Mundial de França. Res més eixir al camp en el seu primer encontre a la cita francesa, va ser expulsat per targeta roja.
L'any 2000 hi va fer doblet i va guanyar la Copa d'Àfrica i la medalla d'or dels Jocs Olímpics de Sydney, davant la selecció espanyola, curiosament, un altre combinat en el qual podria haver jugat el defensa. El 2002 van reeditar el seu triomf continental.
Va participar en el Mundial del 2002. Eixe any va anunciar la seua retirada internacional.

## Palmarès

### RCD Mallorca
- Supercopa espanyola: 1998

#### Arsenal
- FA Premier League: 2001–02, 2003–04
- FA Cup: 2002, 2003, 2005
- FA Community Shield: 2002, 2004

#### Portsmouth
- Premier League Asia Trophy: 2007
- FA Cup: 2008

### Internacional
- Medalla d'Or JO Sydney 2000
- Copa d'Àfrica: 2000, 2002

## Individual
- Millor jugador de la Copa d'Àfrica del 2000
- PFA Team of the Year: 2004[3]